# Zhuqi
Zhuqi (chinesisch 竹崎鄉, Pinyin Zhúqí Xiāng, Pe̍h-ōe-jī Tek-kiā-hiong) ist eine Landgemeinde (鄉,  Xiang) im Landkreis Chiayi der Republik China auf Taiwan.

## Lage
Zhuqi liegt im Osten des Landkreises Chiayi. Das Gemeindegebiet hat eine langgestreckte Form mit einer maximalen Ost-West-Ausdehnung von 23 Kilometern, und einer Nord-Süd-Ausdehnung zwischen 4 und 9 Kilometern. Der östliche und nördliche Teil wird von Bergland eingenommen, während der westliche Teil Anteil an der Jianan-Ebene hat. Die benachbarten Gemeinden sind Meishan im Norden, Minxiong im Westen, der Ostbezirk der Stadt Chiayi im Südwesten, Fanlu im Süden, sowie Alishan im Osten.

## Geschichte
Ein älterer Name von Zhuqi ist Zhutouqi (竹頭崎,  Zhútóu qí, Pe̍h-ōe-jī Tik-thâu-kiā). Der Name leitet sich von den hier reichlich vorhandenen Bambus-Beständen ab, die schon seit langer Zeit von Menschen genutzt wurden. Der Bambus wurde gefällt und übrig blieben Stümpfe, die „Bambusköpfe“ (竹頭,  Zhútóu – „Bambuskopf“). Die Silbe qí/kiā bedeutet auf Taiwanisch „steil“. Zhutouqi war also bekannt als die Berggegend, in der reichlich Bambus gefällt wurde. Während der Qing-Zeit war das Gebiet von Zhuqi anfänglich administrativ dem Kreis Zhuluo (諸羅縣) zugeordnet. Unter japanischer Herrschaft wurden die Verwaltungsstrukturen neu geordnet und ab 1920 war Zhuqi ein ‚Dorf‘ (庄,  Zhuāng) in der Präfektur Tainan. Nach der Übernahme Taiwans durch die Republik China im Jahr 1945 wurde Zhuqi im Januar 1946 zu einer ‚Landgemeinde‘ (鄉,  Xiang), anfänglich in Landkreis Tainan und ab dem 25. Oktober 1950 im neu gegründeten Landkreis Chiayi.

## Bevölkerung
Ende 2017 gehörten 112 Personen (etwa 0,3 %) den indigenen Völkern an.
| Gliederung von Zhuqi |
|                      |

## Administration
Zhuqi ist in 24 Dörfer (村,  Cūn) eingeteilt:
1 Shiye (獅埜村)

2 Shakeng (沙坑村)

3 Kengtou (坑頭村)

4 Heping (和平村)

5 Yiren (義仁村)

6 Yihe (義和村)

7 Wanqiao (灣橋村)

8 Luman (鹿滿村)

9 Ziyun (紫雲村)

10 Yilong (義隆村)

11 Zhuqi (竹崎村)

12 Fujin (復金村)

13 Longshan (龍山村)

14 Tangxing (塘興村)

15 Neipu (內埔村)

16 Shengping (昇平村)

17 Taoyuan (桃源村)

18 Baiqi (白杞村)

19 Wenfeng (文峯村)

20 Jinshi (金獅村)

21 Duanxu (緞繻村)

22 Renshou (仁壽村)

23 Guanghua (光華村)

24 Zhonghe (中和村)

## Landwirtschaft

Bambuswald im Osten Guanghuas

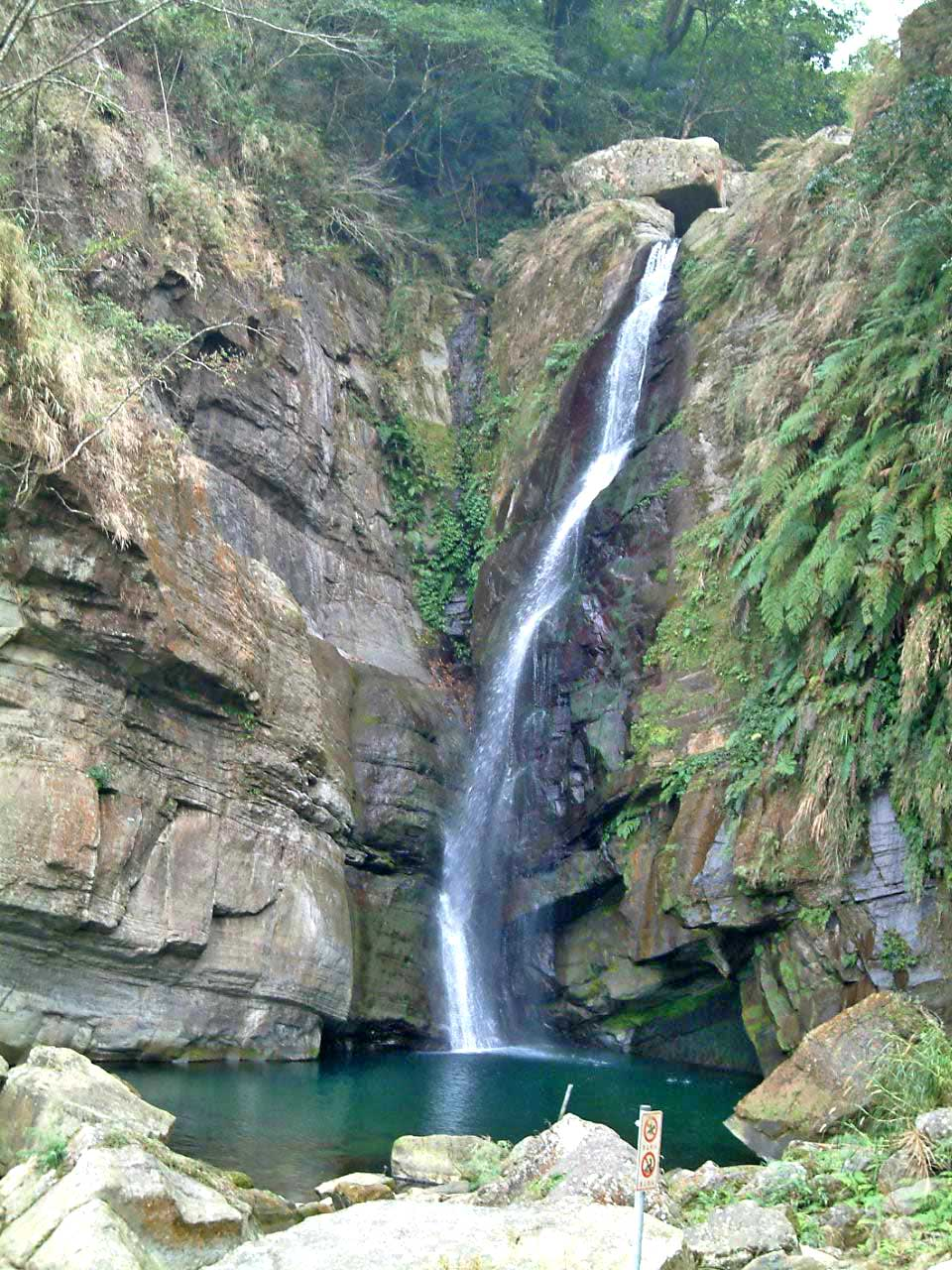
Yuntan-Wasserfall

Produkte der örtlichen Landwirtschaft sind in den Ebenen Schwammkürbis, Ingwer und Bambussprossen. In den höhergelegenen kälteren Regionen werden Taglilien (als Gemüse), Gemüsekohl, Knoblauch, Taro, Gartenbohnen, Moso-Bambus, u. a. angebaut.
An Obstsorten werden Ananas, Longan, Litschi, Kaki, Drachenfrucht, Avocado, Guaven, Birnen, Zitrusfrüchte und Berg-Tee (Gaoshan-Tee) kultiviert. Die Teeanbaugebiete umfassen etwa 400 ha und liegen in Guanghua, Zhonge, Jinshi und Renshou.

## Verkehr
Durch einen kleinen westlichen Abschnitt (an der Stadtgrenze Chiayis) verläuft die Autobahn (Nationalstraße) 3. Im Westen wird Zhuqi von der Provinzstraße 3 in Nord-Süd-Richtung durchquert. Ganz am Ostrand von Zhuqi verläuft die Provinzstraße 18, ebenfalls weitgehend in Nord-Süd-Richtung. Wichtigste Ost-West-Verbindung ist die Kreisstraße 166 und weiter südlich, nur noch teilweise auf dem Gebiet von Zhuqi, die Kreisstraße 159 bzw. 159A (159甲). 
Von West nach Ost verläuft durch Zhuqi die Strecke der Alishan-Waldbahn, die ab 1912 zur Zeit der japanischen Herrschaft zum Holztransport erbaut worden war und heute touristischen Zwecken dient.

## Tourismus
Ein Touristenmagnet ist die erwähnte Alishan-Waldbahn, die auf dem Gebiet von Zhuqi mehrere Haltepunkte hat. Hauptanziehungspunkt ist die Natur, z. B. mit dem Guanyin-Wasserfall (觀音瀑,  Guānyīn pù, ) oder den Yuntan-Wasserfall (雲潭瀑,  Yúntán pù, ).